# Tatort: Leiden wie ein Tier
Leiden wie ein Tier ist ein Fernsehfilm aus der Fernseh-Kriminalreihe Tatort der ARD und des ORF. Es ist der dreizehnte gemeinsame Fall des Berliner Ermittlerduos Ritter und Stark. Der RBB produzierte den Film unter der Regie von Uwe Janson und wurde am 16. Oktober 2005 in Das Erste zum ersten Mal gesendet.

## Handlung
Im Institut für experimentelle Molekularmedizin wird der Leiter Prof. Eugen Jähnicke auf dem Seziertisch der Tierpathologie seines Instituts tot aufgefunden. Die Todesursache ist rätselhaft, doch stecken in seinem ausgestreckten Körper jede Menge Kanülen, Sonden, Schläuche und Elektroden.
Die Kommissare Till Ritter und Felix Stark stellen fest, dass das Opfer möglicherweise mit einer Axt erschlagen und danach auf dem Tisch präsentiert wurde, um damit ein Zeichen zu setzen. Sie sehen sich in Jähnickes Büro um und finden ein Pärchen Unzertrennliche tot in ihrem Käfig liegen. Im Papierkorb entdeckt Stark einen zerrissenen Brief an eine Claudia, die er ermutigen wollte, doch zu seiner Hochzeit zu kommen, die am nächsten Tag stattfinden sollte. Somit befragt Ritter Dr. Claudia Knobba, die im Institut als Leiterin der Tierversuchsreihen angestellt ist und nach Jähnickes Tod zur Institutsleiterin aufsteigen würde. Sie gibt an, immer gut mit dem Professor ausgekommen zu sein, allerdings würde sie seine Braut, Sandra Mangold, nicht sonderlich mögen. Die müssen die Kommissare erst einmal vom Tod ihres Verlobten informieren, was diese sichtlich schockiert. Sie gibt an, dass es immer mal wieder Probleme mit Tierschützern gab. Woraufhin Jähnickes Stieftochter Caroline in Verdacht gerät, die im Institut kurz vor seinem Tod einen massiven Streit mit ihm hatte, da sie gegen jegliche Art von Tierversuchen ist. Ein weiterer Verdächtiger ist Ingo Kaiser, der den Professor lautstark verdächtigt hatte, seine geliebte Katze Manou für Tierversuche gestohlen zu haben. Der Verdacht gegen das Institut mit entwendeten Haustieren von Privatpersonen zu experimentieren erhärtet sich, als der kleine Hund von Starks Nachbarn verschwindet.
Ritter ertappt Sandra Mangold, als sie in Jähnickes versiegeltem Büro dabei ist, Computerdateien zu löschen. Dabei findet er heraus, dass sie im Vorstand der Pharmafirma Novofact sitzt, die die Aufträge an das Institut vergibt. Die Firma Novofact ist wiederum in einen Arzneimittelskandal verwickelt, bei dem Jähnickes Institut die Testreihen gefahren hatte und weshalb die Staatsanwaltschaft ein Ermittlungsverfahren eingeleitet hat.
Der Rechtsmediziner findet inzwischen heraus, dass Jähnicke nicht erschlagen, sondern vergiftet wurde. Die Kopfwunde stammte lediglich vom Streit mit seiner Stieftochter, die ihn weggestoßen hatte. Die Nebenwirkungen des Medikaments, mit dem das Opfer vergiftet wurde, hinterlassen Übelkeit bei allen, die damit in Berührung kommen und auch die Vögel wären daran gestorben. Die Spur führt damit zu dem Auszubildenden Volker Bensch, der den Ermittlern am Morgen nach dem Mord durch eine extreme Übelkeit aufgefallen ist. Bensch ist zwar in Caroline verliebt, doch als sie ihn dabei ertappt, wie er Tiere von der Straße weg fängt, entführt er sie und sperrt sie ein. Er versichert ihr, dass er sie nur schützen will, denn er habe sie gesehen, wie sie am Tatabend noch spät im Institut war. Als er nachsehen wollte, hätte ihr Vater tot am Boden gelegen und daraufhin habe er ihn noch ein wenig „zurechtgemacht“. Das habe er für sie getan. Über die Handyortung können Ritter und Stark Bensch finden und Caroline befreien. Von ihr erfahren sie, dass ihr Vater an dem Abend Mineralwasser getrunken hat, mit dem auch die Vögel in Kontakt gekommen waren. Daraufhin untersuchen die Ermittler Jähnickes Büro und entdecken Einstiche an den Wasserverpackungen. So stellt sich am Ende heraus, dass die Haushälterin Margarete Baier das Wasser vergiftet hat, weil sie Carolines Erbe sichern wollte, das durch die Hochzeit verlorengegangen wäre.
Schließlich hätte sie Carolines Mutter versprochen für das Kind zu sorgen.

## Hintergrund
Leiden wie ein Tier wurde im Auftrag des Rundfunks Berlin-Brandenburg unter dem Arbeitstitel Die Unzertrennlichen produziert. Die Dreharbeiten erfolgten in Berlin.

## Rezeption

### Einschaltquoten
7,91 Millionen Zuschauer sahen die Folge Leiden wie ein Tier in Deutschland bei ihrer Erstausstrahlung am 16. Oktober 2005, was einem Marktanteil von 21,80 Prozent entsprach.

### Kritik
Die Kritiker der Fernsehzeitschrift TV Spielfilm finden, dieser „verzwickte“ Tatort ist ein: „Trauriger Fall für ein witziges Team.“